# Markolf.pl
Markolf.pl est un site web polonais qui se spécialise dans les magazines de jeux vidéo polonais. Le service est en service depuis 2001.

## Histoire
Markolf a été créé en 2001, étant le premier site web polonais à traiter le sujet des versions complètes des jeux ajoutés aux magazines de jeux vidéo. Les jours de gloire du site sont tombés au cours des premières années de son fonctionnement, lorsqu'il était l'un des sites de jeux vidéo polonais les plus populaires. Grâce à sa réputation, le portail a coopéré de manière informelle avec des journalistes ou des représentants de magazines de jeux vidéo (tels que CD-Action, Play ou Click!), qui ont donné leur avis sur le forum de discussion du site ou organisé des fuites sur celui-ci. En 2008, Markolf a entamé une coopération avec le portail Gaminator.pl appartenant à Filmweb. Depuis 2011, le site web coopère avec Gram.pl dans le cadre du programme Collectif.
L'importance du service diminue systématiquement à mesure que la popularité de la presse des jeux vidéo diminue. Les tentatives d'expansion du site web (par exemple en regroupant les promotions de la distribution numérique) n'ont pas eu beaucoup de succès.